# 東日本大震災復興特別委員会

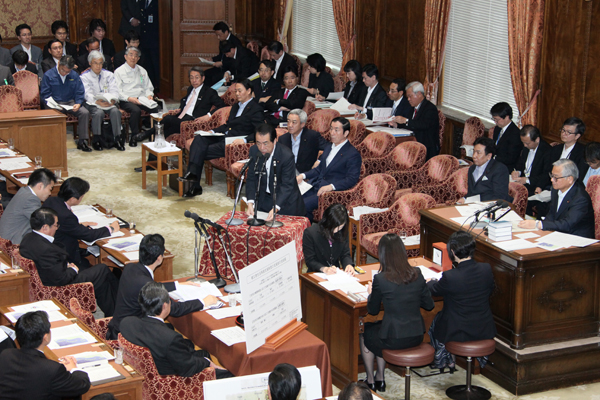
2011年5月、衆議院東日本大震災復興特別委員会にて

東日本大震災復興特別委員会（ひがしにほんだいしんさいふっこうとくべついいんかい）は、日本の参議院に設置されている特別委員会。国会法第45条の規定に基づき設置されている。

## 概要
東日本大震災復興特別委員会は、2011年（平成23年）3月11日に発生した東日本大震災からの復興に当たり、その総合的対策の樹立を目的として、参議院に置かれている特別委員会である。第177回国会から設置されている。衆議院では第215回国会より災害対策特別委員会と統合され東日本大震災復興・防災・災害対策に関する特別委員会となった。
参議院においては第189回国会から第191回国会までは原子力問題特別委員会と合同して東日本大震災復興及び原子力問題特別委員会として置かれていた。
委員の選任は、すべて議長の指名によって行われる（参議院規則30条1項）。実際には、各議院運営委員会において、各会派の議席数に応じて各委員会の委員の員数も配分され、個別の人事は配分された員数の範囲内で各会派によって行われる。
委員長は、委員の互選（国会法45条）で選任されると定められているが、投票によらないで動議によって選出されることがほとんどである。委員長の選挙は年長者が主催することになっている（衆議院規則101条・参議院規則80条）。事前に各会派間で協議された特別委員長各会派割当てと会派申出の候補者に基づいておこなわれる。なお、委員長に事故があった場合は理事が職務を行うことになっている（衆議院規則38条2項・参議院規則31条3項）。
理事の選任は委員の互選（衆議院規則38条1項・参議院規則31条）となっているが、委員会設置以来すべて委員長の指名により行われている。理事の員数および各会派割当ては議院運営委員会で決定した基準により、国政選挙など会派の構成が大きく変わった際に見直される。

## 参議院

### 組織
参議院東日本大震災復興特別委員会の員数は40人である（参議院規則78条）。委員長1名、理事8名が選出または指名される。
参議院東日本大震災復興特別委員会の組織
2025年（令和7年）8月1日現在
- 東日本大震災復興特別委員長：榛葉賀津也（国民民主党・新緑風会）

- 理事
  - 小川克巳、梶原大介、藤木眞也（自由民主党）
  - 横沢高徳（立憲民主・社民・無所属）
  - 竹詰仁（国民民主党・新緑風会）
  - 竹谷とし子 （公明党）
  - 高木かおり（日本維新の会）

- 委員
  - 自由民主党：石井浩郎、江島潔、かまやち敏、見坂茂範、小林孝一郎、櫻井充、鈴木大地、出川桃子、橋本聖子、星北斗、宮沢洋一、森まさこ
  - 立憲民主・社民・無所属：石垣のりこ、小沢雅仁、古賀千景、古賀之士、田名部匡代
  - 国民民主党・新緑風会：かごしま彰宏
  - 公明党：佐々木雅文、杉久武
  - 日本維新の会：新実彰平
  - 参政党：杉本純子、初鹿野裕樹
  - 日本共産党：岩渕友
  - れいわ新選組：山本太郎
  - 日本保守党：北村晴男
  - 沖縄の風：伊波洋一

## 所管国務大臣等
委員会が審査又は調査を行うときは、政府に対する委員の質疑は、国務大臣又は内閣官房副長官、副大臣若しくは大臣政務官に対して行う（参議院規則42条の2）。どの国務大臣等に対して出席を求めるかは、各議院の委員会において、委員長及び理事の協議で決定される。東日本大震災復興特別委員会において出席を求められる主な国務大臣等は、以下の通り。
- 復興大臣
  - 伊藤忠彦（自由民主党）
- 復興副大臣
  - 輿水恵一（公明党）
  - 鈴木憲和（自由民主党）
  - 高橋克法（自由民主党）
- 復興大臣政務官
  - 今井絵理子（自由民主党）
  - 赤松健（自由民主党）
  - 竹内真二（公明党）
  - 国定勇人（自由民主党）

- 以上の国務大臣の下に置かれる内閣官房副長官、副大臣、大臣政務官など。

## 歴代の東日本大震災復興特別委員長
| 衆議院東日本大震災復興特別委員長                         | 衆議院東日本大震災復興特別委員長 | 衆議院東日本大震災復興特別委員長 | 衆議院東日本大震災復興特別委員長 |
| -------------------------------------------------------- | -------------------------------- | -------------------------------- | -------------------------------- |
| 1                                                        | 黄川田徹                         | 2011年5月20日 - 2011年8月31日    | 民主党                           |
| 2                                                        | 古賀一成                         | 2011年9月13日 - 2012年9月8日     | 民主党                           |
| 3                                                        | 末松義規                         | 2012年10月29日 - 2012年11月16日  | 民主党                           |
| 4                                                        | 後藤田正純                       | 2012年12月28日 - 2013年10月15日  | 自由民主党                       |
| 5                                                        | 秋葉賢也                         | 2013年10月15日 - 2014年9月29日   | 自由民主党                       |
| 6                                                        | 伊藤信太郎                       | 2014年9月29日 - 2016年1月4日     | 自由民主党                       |
| 7                                                        | 今村雅弘                         | 2016年1月4日 -2016年8月3日       | 自由民主党                       |
| 8                                                        | 吉野正芳                         | 2016年9月26日 - 2017年4月26日    | 自由民主党                       |
| 9                                                        | 鈴木俊一                         | 2017年4月26日 - 2017年9月28日    | 自由民主党                       |
| 10                                                       | 谷公一                           | 2018年1月22日 - 2018年10月24日   | 自由民主党                       |
| 11                                                       | 古川禎久                         | 2018年10月24日 - 2019年10月4日   | 自由民主党                       |
| 12                                                       | 伊藤達也                         | 2019年10月4日 - 2020年9月18日    | 自由民主党                       |
| 13                                                       | 根本匠                           | 2020年10月27日 - 2021年10月14日  | 自由民主党                       |
| 14                                                       | 伊藤忠彦                         | 2021年11月11日 - 2022年10月3日   | 自由民主党                       |
| 15                                                       | 長島昭久                         | 2022年10月3日 - 2023年10月20日   | 自由民主党                       |
| 16                                                       | 高階恵美子                       | 2023年10月20日 - 2024年10月9日   | 自由民主党                       |
| 衆議院東日本大震災復興・防災・災害対策に関する特別委員会 |                                  |                                  |                                  |

| 参議院東日本大震災復興特別委員長               | 参議院東日本大震災復興特別委員長 | 参議院東日本大震災復興特別委員長 | 参議院東日本大震災復興特別委員長 |
| ---------------------------------------------- | -------------------------------- | -------------------------------- | -------------------------------- |
| 1                                              | 柳田稔                           | 2011年6月13日 - 2011年9月13日    | 民主党                           |
| 2                                              | 増子輝彦                         | 2011年9月13日 - 2012年1月24日    | 民主党                           |
| 3                                              | 玉置一弥                         | 2012年1月24日 - 2013年7月28日    | 民主党                           |
| 4                                              | 郡司彰                           | 2013年8月7日 - 2013年10月15日    | 民主党                           |
| 5                                              | 蓮舫                             | 2013年10月15日 - 2014年9月29日   | 民主党                           |
| 6                                              | 櫻井充                           | 2014年9月29日 - 2014年12月26日   | 民主党                           |
| 参議院東日本大震災復興及び原子力問題特別委員長 |                                  |                                  |                                  |
| 1                                              | 櫻井充                           | 2015年1月26日 - 2016年1月3日     | 民主党                           |
| 2                                              | 田中直紀                         | 2016年1月4日 - 2016年7月31日     | 民主党→民進党                    |
| 3                                              | 櫻井充                           | 2016年8月1日 - 2016年9月26日     | 民進党                           |
| 参議院東日本大震災復興特別委員長               |                                  |                                  |                                  |
| *                                              | 櫻井充                           | 2016年9月26日 - 2017年6月18日    | 民進党                           |
| 7                                              | 福山哲郎                         | 2017年9月28日                    | 民進党                           |
| 8                                              | 那谷屋正義                       | 2017年11月1日 - 2017年12月9日    | 民進党                           |
| 9                                              | 江島潔                           | 2018年1月22日 - 2018年5月11日    | 自由民主党                       |
| 10                                             | 徳永エリ                         | 2018年5月11日 - 2019年10月3日    | 国民民主党                       |
| 11                                             | 青木愛                           | 2019年10月4日 - 2020年10月25日   | 国民民主党 →立憲民主党           |
| 12                                             | 杉尾秀哉                         | 2020年10月26日 - 2021年10月14日  | 立憲民主党                       |
| 13                                             | 那谷屋正義                       | 2021年11月10日 - 2022年10月2日   | 立憲民主党                       |
| 14                                             | 徳永エリ                         | 2022年10月2日 - 2022年10月26日   | 国民民主党                       |
| 15                                             | 古賀之士                         | 2022年10月26日 - 2024年1月25日   | 立憲民主党                       |
| 16                                             | 野田国義                         | 2024年1月25日 - 2024年11月17日   | 立憲民主党                       |
| 17                                             | 小沢雅仁                         | 2024年11月17日 - 2025年8月1日    | 立憲民主党                       |
| 18                                             | 榛葉賀津也                       | 2025年8月1日 -                   | 国民民主党                       |